# Dance4life
dance4life es un proyecto internacional destinado a concienciar a los y las jóvenes sobre la necesidad de que se protejan del VIH/Sida y propicien un cambio real en sus comunidades respecto a este tema. El programa se inició en 2003 en Ámsterdam, Holanda y en 2010 está llegando a 29 países, entre ellos Argentina, España y México.

## Historia del proyecto
dance4life fue fundada en 2003 por dos expertos de marketing - Karpes Dennis y Ilco van der Linde - que conocieron la dura realidad de la pandemia del VIH en el mundo. Compartían una pasión para utilizar su experiencia comercial para afrontar este problema. Ellos imaginaron un mundo unido en hacer retroceder el VIH y el SIDA, con un mensaje: comenzar a bailar para detener el SIDA.
Desde ese día, dance4life ha pasado de ser un sueño a ser una realidad que pertenece a los jóvenes de todo el mundo. dance4life se ha convertido en un movimiento juvenil internacional. Su objetivo es crear un cambio social y potenciar a los jóvenes a tomar medidas para hacer retroceder el VIH y el SIDA. El proyecto trabaja con la premisa de que el VIH y el SIDA se puede detener y se detendrá en el momento en que los jóvenes tengan la facultad de ponerse de pie y decir no al sexo inseguro. Para cambiar no sólo sus propias actitudes e ideas erróneas sobre el VIH y el SIDA, sino también los de la gente alrededor de ellos y tomar medidas para formar parte de la solución. Se empezó por 3 países y en 2010 se ha crecido hasta los 29 países.
Desde entonces dance4life ha logrado la participación de 600.000 jóvenes adolescentes en la Talleres en institutos y colegios (Heart Connection Tour), 300.000 adolescentes se han convertido en agentes de cambio (han realizado iniciativas para propiciar el cambio en su comunidad), se han distribuido 3 millones de condones a los jóvenes dance4life.
En 2004, durante el primer ciclo de dance4life, miles de personas en los Países Bajos, Sudáfrica e Indonesia participaron en el proyecto. dance4life eligió una canción llamada "Breathe Sunshine" de Dino Sofos como su himno oficial. La canción fue remezclada por en también DJ Paul van Dyk, lanzado en vinilo y CD en todo el mundo y se tocó con éxito de Paul van Dyk y en todos los acontecimientos mundiales dance4life a lo largo de 2004 y 2005.
En mayo de 2006, DJ Tiësto fue el embajador oficial en todo el mundo para la fundación Dance4Life. Grabó una canción con Maxi Jazz (de Faithless), del mismo nombre. La canción fue un gran éxito, alcanzando un máximo de cinco semanas en la lista de singles de holandeses. La canción fue también un éxito fuera de Holanda, llegando al número cinco en Bélgica, seis en Finlandia y también siendo éxito en el Reino Unido y Alemania. En 2009 la modelo Doutzen Kroes se convirtió en embajadora del proyecto. Ella visitó un proyecto dance4life en Tanzania y recaudó dinero a través de varias subastas de Dance4Life.
En 2010, 29 países desarrollarán el proyecto y celebrarán los logros de los jóvenes con un evento dance4life el 27 de noviembre. 
Los países involucrados en el 2010 son: Argentina, Barbados, Camerún, Colombia, Alemania, Reino Unido, Irlanda, India, Indonesia, Kenia, Kirguistán, México, Moldova, Países Bajos, Nepal, Rusia, Serbia, Sierra Leona, España, Sudáfrica , Tanzania, Túnez, Turquía, Uganda, EE. UU., Vietnam, Zambia, Zimbabue, Etiopía, Ghana, Malawi, Pakistán y Tailandia.

## dance4life en España
dance4life España nació en 2008 de la mano de ALAS (Asociación de Lucha Anti-Sida de las Islas Baleares). En el año 2008 se realizó un proyecto piloto en Ibiza, donde ALAS también desarrolla sus proyectos de lucha contra el VIH/SIDA. Ibiza fue un contexto adecuado para desarrollar el proyecto inicial entre sus jóvenes.
Así, en 2008, a través del Tour de talleres conéctate! se visitaron 9 institutos y 1.100 jóvenes entre 13 y 19 años participaron en este taller. El taller de entrénate! se desarrolló en 9 institutos y 450 jóvenes se convirtieron en agentes de cambio. El evento dance4life en Ibiza fue un éxito y los jóvenes pudieron bailar y conectarse a miles de jóvenes alrededor del mundo que están juntos para luchar contra el VIH/SIDA. El 41% de los jóvenes que participaron en el Tour de conéctate! son ahora agentes de cambio que realizan actividades de prevención del VIH/SIDA en Ibiza.
Después del éxito del proyecto piloto, dance4life internacional y ALAS plantearon la posibilidad de extender el proyecto a nivel nacional. Esto supone un reto y al mismo tiempo una oportunidad de oro para involucrar a miles de jóvenes en España en torno a la prevención del VIH/SIDA.
Así, se estableció que en el periodo 2009-2010, en una primera fase, además de Ibiza, y en colaboración y trabajo en red con otras entidades especializadas en VIH/SIDA en España, el proyecto se extendería el proyecto en Santander y Barcelona.
Durante 2009 se estableció una red entre las entidades Asociación de Lucha Anti-Sida de las Islas Baleares (ALAS), Associació Ciutatana Antisida de Catalunya (ACASC) y Asociación Ciudadana Cántabra Antisida (ACCAS) para la implementación del proyecto dance4life en las Islas Baleares, Barcelona y Cantabria respectivamente. Se han realizado contactos con los Institutos de secundaria de cada localidad y realizado eventos específicos de prevención con jóvenes.
El plan de expansión del proyecto dance4life incluye la implementación del proyecto en todo el territorio nacional, en 20 ciudades españolas hasta el año 2014 y unir así a miles y miles de jóvenes en un mensaje positivo, divertido y eficaz sobre prevención del VIH/SIDA.